# Ligue des champions de la CAF 2021-2022
Navigation
Édition précédente Édition suivante
La Ligue des Champions de la CAF 2021-2022 (officiellement la Ligue des Champions de la CAF Total Énergies 2021-2022 pour des raisons de parrainage) est la 58e édition du tournoi de la plus importante compétition africaine de clubs et la 26e édition dans le format actuel de la Ligue des champions de la CAF.
Elle oppose 54 des meilleurs clubs africains qui se sont illustrés dans leurs championnats respectifs la saison précédente.
La finale se déroule au Stade Mohammed-V, à Casablanca, au Maroc le 30 mai 2022 où Wydad AC a battu Al Ahly SC sur le score de 2-0, remportant ainsi son 3e de son histoire.

## Participants
- Théoriquement, jusqu'à 56 fédérations membres de la CAF peuvent participer à la Ligue des champions de la CAF 2021-2022.
- Les 12 pays les mieux classés en fonction du Classement 5-Year de la CAF peuvent inscrire 2 clubs par compétition. Pour la compétition de cette année, le Classement 5-Year de la CAF situé entre 2017 et 2021, est pris en compte.
- 54 clubs (42 champions + 12 vice-champions) entrent dans le tournoi. 14 fédérations n'ont pas pu inscrire un club dans la compétition (Cap-Vert, Comores, Érythrée, Lesotho, La Réunion, Guinée-Bissau, Sao-Tomé-et-Principe, Sierra Leone, Madagascar, Maurice, Namibie, Seychelles, Soudan du Sud, Tchad).

Pour la Ligue des champions de la CAF 2021-2022, la CAF utilise le Classement 5-Year de la CAF 2017-2021, qui calcule les points pour chaque association participante en fonction de la performance de ses clubs au cours de ces cinq années en Ligue des champions et en Coupe de la confédération. Les critères d'attribution des points sont les suivants: 
|                               | Ligue des champions de la CAF | Coupe de la confédération |
| ----------------------------- | ----------------------------- | ------------------------- |
| Vainqueurs                    | 6 points                      | 5 points                  |
| Finalistes                    | 5 points                      | 4 points                  |
| Demi-finales                  | 4 points                      | 3 points                  |
| Quart de finale (depuis 2017) | 3 points                      | 2 points                  |
| 3e place dans les groupes     | 2 points                      | 1 point                   |
| 4e place dans les groupes     | 1 point                       | 0.5 point                 |

Les points sont multipliés par un coefficient selon l'année comme suit:
- 2020-2021: × 5
- 2019-2020: × 4
- 2018-2019: × 3
- 2018: × 2
- 2017: × 1

## Calendrier
| Nom                                             | Tirage au sort | Match aller                               | Match retour                    | Nombre de participants |
| ----------------------------------------------- | -------------- | ----------------------------------------- | ------------------------------- | ---------------------- |
| Tours de qualification (2021-2022)              |                |                                           |                                 |                        |
| Premier tour préliminaire                       | 13 août        | 10-12 septembre                           | 17-19 septembre                 | 44                     |
| Deuxième tour préliminaire                      | 13 août        | 15-17 octobre                             | 22-24 octobre                   | 32 (22+10)             |
| Phase de groupes (2022)                         |                |                                           |                                 |                        |
| Journées 1 et 4 Journées 2 et 5 Journées 3 et 6 | 28 décembre    | 11-12 février 18-19 février 25-26 février | 11-12 mars 18-19 mars 1-2 avril | 16                     |
| Phase finale (2022)                             |                |                                           |                                 |                        |
| Quarts de finale                                | 5 avril        | 15-16 avril                               | 20-21 avril                     | 8                      |
| Demi-finales                                    | 5 avril        | 6-7 mai                                   | 13-14 mai                       | 4                      |
| Finale                                          | 5 avril        | 30 mai                                    | 30 mai                          | 2                      |

## Tours de qualification

### Premier tour préliminaire
Les matchs aller se jouent du 10 au 11 septembre 2021 alors que les matchs retour se jouent du 17 au 18 septembre 2021.
Le tirage au sort est effectué le 13 août 2021 au Caire.
| Match | Équipe 1             | Résultat | Équipe 2             | Aller | Retour | Tab   |
| ----- | -------------------- | -------- | -------------------- | ----- | ------ | ----- |
| 1     | CI Kamsar            | 0 - 2    | Hearts of Oak SC     |       |        |       |
| 2     | LPRC Oilers          | 4 - 2    | ASKO Kara            | 3 - 0 | 1 - 2  | -     |
| 3     | AS Sonabel           | 0 - 4    | Stade malien         | 0 - 1 | 0 - 3  | -     |
| 4     | USGN                 | 2 - 1    | Le Messager Ngozi    | 1 - 1 | 1 - 0  | -     |
| 5     | KMKM                 | 0 - 4    | Al-Ittihad Tripoli   | 0 - 2 | 0 - 2  | -     |
| 6     | Arta Solar 7         | 1 - 4    | Tusker FC            | 1 - 1 | 0 - 3  | -     |
| 7     | Mogadiscio City Club | 1 - 2    | APR FC               | 0 - 0 | 1 - 2  | -     |
| 8     | AS Bouenguidi        | 1 - 3    | AS Maniema Union     | 1 - 1 | 0 - 2  | -     |
| 9     | AmaZulu              | 3 - 2    | Nyasa Big Bullets FC | 0 - 1 | 3 - 1  | -     |
| 10    | Jwaneng Galaxy FC    | 2 - 1    | DFC 8ème             | 2 - 0 | 0 - 1  | -     |
| 11    | Young Africans FC    | 0 - 2    | Rivers United FC     | 0 - 1 | 0 - 1  | -     |
| 12    | Fasil Kenema SC      | 3 - 3    | Al Hilal Omdurman    | 2 - 2 | 1 - 1  | -     |
| 13    | Teungueth FC         | 0 - 2    | ASEC Mimosas         | 0 - 1 | 0 - 1  | -     |
| 14    | Akwa United FC       | 1 - 2    | CR Belouizdad        | 1 - 0 | 0 - 2  | -     |
| 15    | UD Songo             | 1 - 1    | AS Otohô             | 1 - 0 | 0 - 1  | 3 - 4 |
| 16    | Fovu Baham           | 2 - 2    | Petro Atlético       | 2 - 2 | 0 - 0  | -     |
| 17    | ESAE FC              | 1 - 3    | FC Nouadhibou        | 1 - 1 | 0 - 2  | -     |
| 18    | Fortune FC           | 3 - 3    | ES Sétif             | 3 - 0 | 0 - 3  | 4 - 5 |
| 19    | Sagrada Esperança    | 0 - 0    | FC Platinum          | 0 - 0 | 0 - 0  | 5 - 4 |
| 20    | Royal Leopards FC    | 2 - 2    | ZESCO United FC      | 1 - 0 | 1 - 2  | -     |
| 21    | Express FC           | 2 - 2    | Al Merreikh Omdurman | 2 - 1 | 0 - 1  | -     |
| 22    | Akonangui FC         | 0 - 3    | Zanaco FC            | 0 - 2 | 0 - 1  | -     |

### Deuxième tour préliminaire
Les matchs aller se jouent du 15 au 17 octobre 2021 alors que les matchs retour se jouent du 22 au 24 octobre 2021.
Les vingt-deux vainqueurs du premier tour préliminaire sont rejoints par dix équipes. Les vainqueurs de ce deuxième tour préliminaire sont qualifiés pour la phase de poule tandis les perdants sont reversés dans le tour de barrages de la Coupe de la confédération 2021-2022.
| Match | Équipe 1             | Résultat | Équipe 2          | Aller | Retour |
| ----- | -------------------- | -------- | ----------------- | ----- | ------ |
| 23    | Hearts of Oak SC     | 2 - 6    | Wydad AC          | 1 - 0 | 1 - 6  |
| 24    | LPRC Oilers          | 0 - 4    | Raja CA           | 0 - 2 | 0 - 2  |
| 25    | Stade malien         | 1 - 3    | Horoya AC         | 0 - 1 | 1 - 2  |
| 26    | USGN                 | 2 - 7    | Al Ahly SC        | 1 - 1 | 1 - 6  |
| 27    | Al-Ittihad Tripoli   | 0 - 1    | ES Tunis          | 0 - 0 | 0 - 1  |
| 28    | Tusker FC            | 0 - 5    | Zamalek SC        | 0 - 1 | 0 - 4  |
| 29    | APR FC               | 1 - 5    | ES Sahel          | 1 - 1 | 0 - 4  |
| 30    | AS Maniema Union     | 2 - 4    | Mamelodi Sundowns | 2 - 2 | 0 - 2  |
| 31    | AmaZulu              | 1 - 1    | TP Mazembe        | 0 - 0 | 1 - 1  |
| 32    | Jwaneng Galaxy FC    | 3 - 3    | Simba SC          | 0 - 2 | 3 - 1  |
| 33    | Rivers United FC     | 1 - 2    | Al Hilal Omdurman | 1 - 1 | 0 - 1  |
| 34    | ASEC Mimosas         | 3 - 3    | CR Belouizdad     | 3 - 1 | 0 - 2  |
| 35    | AS Otohô             | 2 - 4    | Petro Atlético    | 2 - 2 | 0 - 2  |
| 36    | FC Nouadhibou        | 3 - 3    | ES Sétif          | 3 - 1 | 0 - 2  |
| 37    | Sagrada Esperança    | 3 - 2    | Royal Leopards FC | 3 - 1 | 0 - 1  |
| 38    | Al Merreikh Omdurman | 4 - 2    | Zanaco FC         | 3 - 0 | 1 - 2  |

## Phase de poules
Le tirage au sort se déroule au Caire le 28 décembre 2021.
| Chapeau 1  | Chapeau 1 | Chapeau 2         | Chapeau 2 | Chapeau 3         | Chapeau 3 | Chapeau 4            | Chapeau 4 |
| ---------- | --------- | ----------------- | --------- | ----------------- | --------- | -------------------- | --------- |
| Al Ahly SC | 78 pts    | Zamalek SC        | 47 pts    | Al Hilal Omdurman | 21 pts    | Al Merreikh Omdurman | 7 pts     |
| ES Tunis   | 65 pts    | Mamelodi Sundowns | 46 pts    | CR Belouizdad     | 15 pts    | Sagrada Esperança    | 0 pts     |
| Wydad AC   | 63 pts    | Horoya AC         | 38 pts    | Petro Atlético    | 14,5 pts  | Jwaneng Galaxy       | 0 pts     |
| Raja CA    | 54 pts    | ES Sahel          | 36 pts    | ES Sétif          | 13 pts    | AmaZulu              | 0 pts     |

### Groupe A
| Rang | Équipe               | Pts | J | G | N | P | Bp | Bc | Diff |  | Résultats (▼ dom., ► ext.) |     |     |     |     |
| ---- | -------------------- | --- | - | - | - | - | -- | -- | ---- |  | -------------------------- | --- | --- | --- | --- |
| 1    | Mamelodi Sundowns    | 16  | 6 | 5 | 1 | 0 | 10 | 2  | +8   |  | Mamelodi Sundowns          |     | 1-0 | 1-0 | 3-0 |
| 2    | Al Ahly SC           | 10  | 6 | 3 | 1 | 2 | 7  | 5  | +2   |  | Al Ahly SC                 | 0-1 |     | 1-0 | 3-2 |
| 3    | Al Hilal Omdurman    | 4   | 6 | 1 | 1 | 4 | 4  | 8  | -4   |  | Al Hilal Omdurman          | 2-4 | 0-0 |     | 1-0 |
| 4    | Al Merreikh Omdurman | 4   | 6 | 1 | 1 | 4 | 5  | 11 | -6   |  | Al Merreikh Omdurman       | 0-0 | 1-3 | 2-1 |     |

### Groupe B
| Rang | Équipe    | Pts | J | G | N | P | Bp | Bc | Diff |  | Résultats (▼ dom., ► ext.) |     |     |     |     |
| ---- | --------- | --- | - | - | - | - | -- | -- | ---- |  | -------------------------- | --- | --- | --- | --- |
| 1    | Raja CA   | 15  | 6 | 5 | 0 | 1 | 7  | 2  | +5   |  | Raja CA                    |     | 1-0 | 1-0 | 1-0 |
| 2    | ES Sétif  | 9   | 6 | 3 | 0 | 3 | 6  | 5  | +1   |  | ES Sétif                   | 0-1 |     | 2-0 | 3-2 |
| 3    | AmaZulu   | 7   | 6 | 2 | 1 | 3 | 3  | 6  | -3   |  | AmaZulu                    | 0-2 | 1-0 |     | 1-0 |
| 4    | Horoya AC | 4   | 6 | 1 | 1 | 4 | 5  | 8  | -3   |  | Horoya AC                  | 2-1 | 0-1 | 1-1 |     |

### Groupe C
| Rang | Équipe         | Pts | J | G | N | P | Bp | Bc | Diff |  | Résultats (▼ dom., ► ext.) |     |     |     |     |
| ---- | -------------- | --- | - | - | - | - | -- | -- | ---- |  | -------------------------- | --- | --- | --- | --- |
| 1    | ES Tunis       | 14  | 6 | 4 | 2 | 0 | 12 | 2  | +10  |  | ES Tunis                   |     | 2-1 | 0-0 | 4-0 |
| 2    | CR Belouizdad  | 11  | 6 | 3 | 2 | 1 | 10 | 5  | +5   |  | CR Belouizdad              | 1-1 |     | 2-0 | 4-1 |
| 3    | ES Sahel       | 6   | 6 | 1 | 3 | 2 | 4  | 7  | -3   |  | ES Sahel                   | 0-2 | 0-0 |     | 3-2 |
| 4    | Jwaneng Galaxy | 1   | 6 | 0 | 1 | 5 | 5  | 17 | -12  |  | Jwaneng Galaxy             | 0-3 | 1-2 | 1-1 |     |

### Groupe D
| Rang | Équipe            | Pts | J | G | N | P | Bp | Bc | Diff |  | Résultats (▼ dom., ► ext.) |     |     |     |     |
| ---- | ----------------- | --- | - | - | - | - | -- | -- | ---- |  | -------------------------- | --- | --- | --- | --- |
| 1    | Wydad AC          | 15  | 6 | 5 | 0 | 1 | 15 | 5  | +10  |  | Wydad AC                   |     | 5-1 | 3-1 | 3-0 |
| 2    | Petro Atlético    | 11  | 6 | 3 | 2 | 1 | 9  | 8  | +1   |  | Petro Atlético             | 2-1 |     | 0-0 | 3-0 |
| 3    | Zamalek SC        | 4   | 6 | 0 | 4 | 2 | 3  | 6  | -3   |  | Zamalek SC                 | 0-1 | 2-2 |     | 0-0 |
| 4    | Sagrada Esperança | 2   | 6 | 0 | 2 | 4 | 1  | 9  | -8   |  | Sagrada Esperança          | 1-2 | 0-1 | 0-0 |     |

## Phase finale

### Qualification et tirage au sort
Les quatre premiers et les quatre deuxièmes de chaque groupe se qualifient à la phase finale, qui débute par les quarts de finale. En cas d'égalité entre deux ou plusieurs équipes, le classement est déterminé d'abord par la différence de points particulière entre les équipes à égalité puis la différence de buts particulière. Lors du tirage au sort, les équipes premières de leur groupe sont les têtes de série, cela leur permet de recevoir au match retour contrairement aux deuxièmes.
| Groupe | 1er de groupe – Tête de série | 2e de groupe – Non-tête de série |
| ------ | ----------------------------- | -------------------------------- |
| A      | Mamelodi Sundowns             | Al Ahly SC                       |
| B      | Raja CA                       | ES Sétif                         |
| C      | ES Tunis                      | CR Belouizdad                    |
| D      | Wydad AC                      | Petro Atlético                   |

### Quart de finale
| Équipe         | Aller | Total | Retour | Équipe            |
| -------------- | ----- | ----- | ------ | ----------------- |
| Al Ahly SC     | 2 - 1 | 3 - 2 | 1 - 1  | Raja CA           |
| ES Sétif       | 0 - 0 | 1 - 0 | 1 - 0  | ES Tunis          |
| Petro Atlético | 2 - 1 | 3 - 2 | 1 - 1  | Mamelodi Sundowns |
| CR Belouizdad  | 0 - 1 | 0 - 1 | 0 - 0  | Wydad AC          |

### Demi-finales
| Équipe         | Aller | Total | Retour | Équipe   |
| -------------- | ----- | ----- | ------ | -------- |
| Al Ahly SC     | 4 - 0 | 6 - 2 | 2 - 2  | ES Sétif |
| Petro Atlético | 1 - 3 | 2 - 4 | 1 - 1  | Wydad AC |

### Finale
La finale se dispute sur une seule rencontre qui se déroule à Casablanca le 30 mai 2022,.
| 30 mai 2022 | Al Ahly SC | 0 - 2   | Wydad                | Stade Mohammed-V, Casablanca |                          |
| 15h00 UTC+2 |            | (0 - 1) | El Moutaraji 15e 48e | Arbitrage : Victor Gomes     | Arbitrage : Victor Gomes |

### Tableau final
|  | Quarts de finale  | Quarts de finale  | Quarts de finale | Quarts de finale |                |                | Demi-finales | Demi-finales | Demi-finales | Demi-finales |  |  | Finale | Finale | Finale | Finale |
|  |                   |                   |                  |                  |                |                |              |              |              |              |  |  |        |        |        |        |
|  |                   |                   |                  |                  |                |                |              |              |              |              |  |  |        |        |        |        |
|  |                   |                   |                  |                  |                |                |              |              |              |              |  |  |        |        |        |        |
|  | Al Ahly SC        | Al Ahly SC        | 2                | 1                |                |                |              |              |              |              |  |  |        |        |        |        |
|  | Al Ahly SC        | Al Ahly SC        | 2                | 1                |                |                |              |              |              |              |  |  |        |        |        |        |
|  | Raja CA           | Raja CA           | 1                | 1                |                |                |              |              |              |              |  |  |        |        |        |        |
|  | Raja CA           | Raja CA           | 1                | 1                | Al Ahly SC     | Al Ahly SC     | 4            | 2            |              |              |  |  |        |        |        |        |
|  |                   |                   |                  |                  | Al Ahly SC     | Al Ahly SC     | 4            | 2            |              |              |  |  |        |        |        |        |
|  |                   |                   | ES Sétif         | ES Sétif         | 0              | 2              |              |              |              |              |  |  |        |        |        |        |
|  | ES Sétif          | ES Sétif          | ES Sétif         | ES Sétif         | 0              | 2              | 0            | 1            |              |              |  |  |        |        |        |        |
|  | ES Sétif          | ES Sétif          |                  |                  |                |                |              | 1            |              |              |  |  |        |        |        |        |
|  | ES Tunis          | ES Tunis          | 0                | 0                |                |                |              |              |              |              |  |  |        |        |        |        |
|  | ES Tunis          | ES Tunis          | 0                | 0                | Al Ahly SC     | Al Ahly SC     | 0            | 0            |              |              |  |  |        |        |        |        |
|  |                   |                   |                  |                  | Al Ahly SC     | Al Ahly SC     | 0            | 0            |              |              |  |  |        |        |        |        |
|  |                   |                   | Wydad AC         | Wydad AC         | 2              | 2              |              |              |              |              |  |  |        |        |        |        |
|  | Petro Atlético    | Petro Atlético    | Wydad AC         | Wydad AC         | 2              | 2              | 2            | 1            |              |              |  |  |        |        |        |        |
|  | Petro Atlético    | Petro Atlético    |                  |                  |                |                |              |              |              |              |  |  |        |        |        |        |
|  | Mamelodi Sundowns | Mamelodi Sundowns | 1                | 1                |                |                |              |              |              |              |  |  |        |        |        |        |
|  | Mamelodi Sundowns | Mamelodi Sundowns | 1                | 1                | Petro Atlético | Petro Atlético | 1            | 1            |              |              |  |  |        |        |        |        |
|  |                   |                   |                  |                  | Petro Atlético | Petro Atlético | 1            | 1            |              |              |  |  |        |        |        |        |
|  |                   |                   | Wydad AC         | Wydad AC         | 3              | 1              |              |              |              |              |  |  |        |        |        |        |
|  | CR Belouizdad     | CR Belouizdad     | Wydad AC         | Wydad AC         | 3              | 1              | 0            | 0            |              |              |  |  |        |        |        |        |
|  | CR Belouizdad     | CR Belouizdad     |                  |                  |                |                |              | 0            |              |              |  |  |        |        |        |        |
|  | Wydad AC          | Wydad AC          | 1                | 0                |                |                |              |              |              |              |  |  |        |        |        |        |
|  | Wydad AC          | Wydad AC          | 1                | 0                |                |                |              |              |              |              |  |  |        |        |        |        |
|  |                   |                   |                  |                  |                |                |              |              |              |              |  |  |        |        |        |        |

## Vainqueur
| Ligue des champions de la CAF Vainqueur 2021-2022 |
| ------------------------------------------------- |
| Wydad AC                                          |